# Фесслер, Адольф Иванович
Адольф Иванович Фесслер (8 апреля 1826, Богемия — 8 февраля 1885, Феодосия) — художник-маринист, ученик Ивана Айвазовского.

## Биография
Адольф Иванович Фесслер родился в Чехии, в Дейчброде.
В 30-х годах XIX века отец Фесслера вместе с семьёй переехал в Симферополь. Здесь будущий художник поступил на работу к каретному мастеру. Известный в те годы в Симферополе художник Ф. Гросс, преподаватель Симферопольской мужской гимназии, заметил у юного каретника склонность к живописи, сообщил ему начальные сведения по рисунку и, убедившись в одарённости своего ученика, порекомендовал ему поехать в Феодосию — учиться у Айвазовского.
Айвазовский быстро откликнулся на предложение принять на обучение одарённого мальчика. В 1847 году он писал: «Если я увижу в нём (Фесслере) дарования, то разрешу ему заниматься в моей мастерской …»
Новый ученик пришёлся по душе Айвазовскому, поскольку вскоре Фесслер переехал в Феодосию.
Ученика Айвазовский сажал перед одной из своих картин и предлагал ему сделать точную копию с неё карандашом. Изредка он на что-то указывал, но в целом предоставлял ученику полную свободу. Этот метод, конечно, не был самым плодотворным, но общение с большим мастером само по себе многому учило. Мальчик навсегда полюбил искусство, стоял за стулом великого мастера, как зачарованный. Он не мог оторвать свой взгляд от полотна, на котором под кистью его учителя всходило солнце, возникали окутанные легкой лиловой утренней дымкой очертания далеких гор, рыбаки на берегу собирали сетки. Потом на его глазах на зеркальной глади моря вдруг возникал стройный фрегат, будто он светился от солнечных лучей, что пронзали его паруса, а искрящаяся волна бежала за кормой…
Фесслер достаточно быстро овладел техническими приёмами живописи, копируя картины Айвазовского. Искусство Айвазовского имело большую притягательную силу. Картины великого мариниста пользовались исключительным успехом, но купить их, конечно, мало кто мог. Поэтому даже на копии с его картин спрос был большой. Лучшим копиистом Айвазовского в Феодосийской галерее считался Фесслер. Поначалу это его вполне устраивало. Врождённая скромность Фесслера и тяжелое положение его большой семьи долгое время не позволяли ему заняться самостоятельным творчеством. Но с годами его мастерство окрепло, и он начал самостоятельно писать с натуры.
В 1859 году Фесслер написал две (парные) картины, изображающие крымские прибрежные виды: одну вблизи Симеиза, другую в районе Судака. Обе картины Фесслера носили следы подражания. Хотя в них нет прямых заимствований из произведений великого мариниста и всё сделано с натуры, по тщательно проработанным карандашным рисункам, переведённым в мастерской на полотно, видно, что Фесслер, создавая картины, невольно подражал своему учителю. Творчество Айвазовского и в те годы было разнообразным, и в нём можно было найти высокие образцы для подражания, а не обязательно голубые и розовые виды Южного берега Крыма, которые он иногда писал в 50-х годах. Но Фесслер не совсем ещё понял, в чём истинное величие искусства Айвазовского, которое отображало живое движение стихий.
На картине Фесслера изображён характерный профиль горы Кошка, скал Дива и Монах и далеких гор Южного берега. Колорит картины основан на сочетании голубых, розовых и лиловых тонов. Картина выдержана в пригашенной красочной гамме. Гора в меру детализирована, в ней есть и рельеф, и структура обрывистых склонов — в живописи этой картины видно руку достаточно опытного мастера.
Есть ещё одна картина Фесслера, по живописи очень близкая к двум описанным. Это «Пейзаж» 1856 года (находится в Одесской картинной галерее). На ней изображён идиллический вид горного Крыма.
Фесслер был подготовлен для поступления в специальное художественное учебное заведение. Пройдя длительную выучку у Айвазовского, он мог рассчитывать на зачисление в Академию искусств, но подал заявление в Московское училище живописи и ваяния, куда и был зачислен в 1860 году.
Выявлены лишь скудные и отрывочные сведения о годах учёбы Фесслера в Москве. Его имя упоминается в списке учащихся училища, которые копировали картины Айвазовского. В те годы в копировании картин никто не видел ничего зазорного. Рядом с Фесслером в списках копиистов стояли имена Шишкина, Саврасова, Степанова, Соломаткина и других. Картины Айвазовского пользовались большим успехом в училище. С 1857 по 1865 год из них было сделано четырнадцать копий на заказ разных лиц и по собственной инициативе учащихся. В архиве училища имя Фесслера упоминается в 1865 г.
Фесслер не имел возможности быть постоянным слушателем учебного курса и только наездами бывал в Москве, работая в Феодосии под руководством Айвазовского. К такому выводу приводит нас смысл обращения Айвазовского в совет Академии. «В прошлом, 1865 г. по возвращении из Санкт-Петербурга, — писал Айвазовский, — мной была открыта в городе Феодосии общая художественная мастерская… Представляя первые труды моих учеников в Совет Академии, я прошу покорнейше на первый раз снисхождения совета, и поощрения, которыми Совет удостоит моих учеников, будет для меня истинным вознаграждением. Если Совет найдёт программу первого (Фесслера) достойным звания художника, то я буду очень рад».
Пятилетняя связь Фесслера с училищем живописи и ваяния не прошли для него даром. Правда, в его взглядах на творчество, на мастерство художника, на задачи и цели искусства не произошло каких-либо существенных изменений. Но он стал глубже воспринимать природу, его палитра освободилась от приторно красочной гаммы, свойственной ранним работам, живопись стала более серьёзной.
Картина «Феодосия», написанная Фесслером в 1866 г., несравненно выше во всех отношениях, чем две его работы 1859 г. Даже при беглом взгляде на неё видно, что перед нами работа вдумчивого, серьёзного художника, который стремится правдиво изобразить город, который стал для него родным. Фесслер выбрал тот пункт, с которого не раз писали Феодосию М. Чернецов, Н. Иванов и Айвазовский. Это была в те времена действительно самая характерная точка обзора местности.
На картине изображён возродившийся город и оживающий порт. Вдоль дуги Феодосийского залива тянется цепь новых городских домов, построенных в первой половине XIX века на руинах средневековой Кафы. Начал застраиваться и район Карантина. На рейде возле старого порта стоит несколько шхун, а в сторону мыса Ильи идёт пароход. На переднем плане у самой воды возвышается главная башня средневековой Кафы, окружённая развалинами турецких бастионов, впереди Фесслер изобразил распряжённую мажару, а у неё — пару верблюдов, которые в те годы ещё водились в Крыму. И над всем этим — полуденный час голубого летнего дня. Розовые кучевые облака над горизонтом навевают настроение покоя.
Через три года после «Феодосии» Фесслер написал «Ялту», изобразив город со стороны Ливадийского шоссе, из того места, откуда много раз писал Ялту Айвазовский и откуда вскоре после Фесслера написал её В. Васильев, а следом за ним — многие другие художники, побывавшие в Крыму.
К этому времени искусство Фесслера стало вполне профессиональным. В его «Ялте» есть отдельные места, написанные с настоящим мастерством.
В этих картинах четко видно, что Фесслер из копииста вырос до уровня самостоятельного мастера, обладает профессиональной техникой живописи, что он сумел преодолеть прежнюю робость своих восприятий, заговорил своим языком, отразил свои ощущения, своё видение природы.
Его художественное восприятие было очень ограничено и состояло из одной лирико-поэтической гаммы. Это ярче всего отразилось в картинах «Ялта» и «Феодосия».
Однажды Фесслер попробовал свои силы и в изображении бурного моря. Но эта попытка ему явно не удалась. Картина «Корабль в бурю» жесткая по форме, пестрая по живописи. В самой композиции есть большой просчёт: Фесслер написал фрегат такого размера, что он занимает почти все полотно, ограничив возможности изображения самого бурного моря.
Иногда Фесслер писал совсем маленькие картинки, наподобие тех, которые Айвазовский рисовал для подарков друзьям. Две такие картинки есть в Феодосийской картинной галерее. На одной из них изображён тот же вид Ялты, что и на картине 1869 г. (возможно, что она была написана как эскиз к ней), на второй — лунная ночь в Феодосии с привычным видом генуэзской башни. Все на ней написано в духе традиций живописи Айвазовского. Полная луна взошла над городом и отразилась в морской зыби; тёмным силуэтом высится башня на берегу, создавая впечатление романтической таинственности.
Такие картинки Фесслер писал, видимо, для быстрой реализации, так как они при небольшой стоимости имели широкий спрос. Независимо от этого, картинка сделана с предельной добросовестностью и законченностью.
Фесслер вынужден был выполнять подобные работы, так как жил в очень стеснённых материальных условиях. У него «не было имени» и заработки от живописи едва обеспечивали сносное существование многодетной семьи.
Кроме живописи он занимался фотографией, делая фотоснимки с картин Айвазовского. Иногда Айвазовский поручал Фесслеру организацию своих выставок, и это составляло, пожалуй, самую большую часть его заработка, ведь при реализации картин до 30 процентов их стоимости получал администратор выставки.
Но несмотря на все материальные трудности Фесслер продолжал упорно заниматься живописью. Успехи, достигнутые им, становятся особенно ясными при сравнении двух его полотен — картины «Симеиз» 1859 г., о которой шла речь выше, с другой картиной «Симеиз», написанной за год до смерти, в 1884 г. С внешней стороны по композиции обе картины мало чем отличаются одна от другой. Разве что вместо холмика со скалой, написанного на первой картине, художник на второй изобразил на переднем плане плоский берег, на котором двое рыбаков хлопочут возле обломка мачты корабля, выброшенного волнами на берег. 

Во всем остальном композиции картин подобны друг другу. Возникает мысль, что обе они написаны по одному рисунку, сделанному Фесслером на раннем этапе творчества (как часто делал и сам Айвазовский). 

Существенная разница между этими произведениями обнаруживается при рассмотрении их художественных достоинств. В творчестве Фесслера произошёл огромный сдвиг. Конечно, это результат не только трудов скромного феодосийского мастера, сколько его замкнутой жизнь. Русская живопись 70-х годов переживала бурный подъём благодаря деятельности прогрессивных художников реалистического направления, объединившиеся в Общество передвижников. Передовые идеи передвижников отразились и в творчестве самого Айвазовского, который создал в 1881 г. свою прославленную картину «Чёрное море». Фесслер научился видеть красивое не только в эффектных красках и исключительных ситуациях. Он почувствовал настоящую красоту природы даже в обыденном её состоянии.
Картина Фесслера «Симеиз» 1884 г. является в полном смысле реалистическим произведением. В её колорите не осталось и следа прежней слащавости цвета. Она построена на сочетании серо-зеленоватых тонов в небе и на море с теплыми охристыми тонами, которыми написаны землю. И сам смысл картины свидетельствует о совершенствовании вкуса художника. Фесслер выбрал момент, далекий от внешнего эффекта. Он написал объяснение, которое наступает после грозы. По серому облачному небу плывут последние клочья грозовых туч, море взволнованно, на берег набегают притихшие волны бури, которая прошла. Только горы скучены под нависшим над ними небом и как бы усиливают впечатление прояснения и умиротворении природы, которое ощущается в мягком накате волны на галечный берег.
Эту картину Фесслера отметили бронзовой медалью на Одесской художественной выставке 1884 г.
Умер Фесслер в Феодосии 8 февраля 1885 г. Художник чрезвычайно скромный, преданный своему призванию, он был наделён настоящим талантом, большой любовью к природе и искусству.

## О творчестве Фесслера
Считая наивысшим идеалом живопись Айвазовского, Фесслер иногда приближался к трудам своего учителя, избирая сюжетами для своих картин такие состояния природы, для изображения которых не нужны были ни сильные порывы, ни яркие краски. Значительно уступая Айвазовскому в масштабах дарования, не обладая той легкостью воплощения, которая выдвинула Айвазовского в ряд первых русских живописцев, Фесслер и не стремился к соревнованию с Айвазовским в чужой для его натуры области живописи.
Творчеству Фесслера более близко искусство Л. Ф. Лагорио. В их натурах, масштабах, характере дарований и даже в самом живописи было много общего. Но в силу условий жизни Лагорио стал широко известным художником, тогда как Фесслера вряд ли кто-нибудь знал за пределами Феодосии и Одессы. А между тем в творчестве Лагорио было не так уж и много картин, стоящих на том же художественном уровне, как «Симеиз» Фесслера 1884 г. Картины, в которых Фесслер сумел проявить свою индивидуальность, найти свой живописный язык, являются подлинно художественными произведениями. Фесслер, верный ученик и последователь Айвазовского, занимает самостоятельное место в ряду русских живописцев.
Много работая в картинной галерее своего учителя, он был лучшим копиистом его произведений. В первых самостоятельных работах Фесслера ещё ощутимы элементы следование искусству прославленного мариниста.
До середины 60-х годов Фесслер начал писать профессионально, преодолев некоторую робость своих ранних произведений и используя собственный стиль и композиционно-живописные приёмы. Больше всего ему удавалось изображение спокойного, умиротворённого моря, поэтому его лучшие картины имеют выраженное лирическое звучание и спокойный, гармоничный колорит. В них нет той внешней эффектности и экзальтированности, которые часто бывают свойственны романтическим произведениям. Восприятие природы художником и её изображение на холсте реалистично. Живописец имел редкий талант почувствовать истинную красоту природы в самых обыденных её состояниях.
Картины, созданные им в 1860—1880 годах, свидетельствуют о творческой зрелости мастера, который хорошо владеет профессиональной техникой. Для некоторых его произведений характерно повествование. К этому периоду и относятся экспонируемые работы.
В картине «Феодосия» (1866) город показан с той точки, откуда его не раз изображали Айвазовский и другие художники. Умело написанные неподвижная гладь залива, высокое небо, тонко передана прозрачность воздуха. Колорит пейзажа, построенный на сочетании голубого, розового, оливкового и серого цветов, создаёт настроение тихого умиротворения, покоя.
Фесслер был талантливым рисовальщиком, он с любовью изображал деревья, горы, бухты. Детальной разработкой отличаются и его живописные произведения. Так же тщательно, как в «Феодосии», прописано детали ландшафта в картине «Ялта» (1869). Сохраняя полную правдивость изображения, даже документальность, художник создал произведение, проникнутое лирическим настроением.
От рассмотренных камерных работ отличается своим содержанием картина «Симеиз. Морской берег» (1884). Чувство тревоги навевают изображены на ней бурное море, небо, по которому плывут грозовые облака. На фоне неба четко вырисовывается знакомый силуэт горы Кошка.
В отличие от И. Айвазовского А. Фесслер в своём творчестве обычно обращался не к исключительным эффектам, а к обычным мотивам. И ему удалось раскрыть красоту природы края, где он жил и работал. Высшим идеалом А. Фесслер считал искусство И. Айвазовского, но смог найти собственный живописный язык, характерные сюжеты и темы, и своим творчеством внес немалую лепту в развитие отечественного морского пейзажа.